# 일인당 술 소비량에 따른 국가 목록
일인당 술 소비량에 따른 국가 목록(영어: list of countries by alcohol consumption per capita)은 연간 1인당 소비하는 순수 술(에탄올)의 등가 리터(L)로 측정한 술의 소비에 따른 나라들의 목록에 대한 문서이다.
| 순위                      | 나라       | 1인 평균 |
| ------------------------- | ---------- | -------- |
| 1                         | 몰도바     | 675.22L  |
| 2                         | 체코       | 365.45L  |
| 3                         | 헝가리     | 287.27L  |
| 4                         | 러시아     | 280.76L  |
| 5                         | 우크라이나 | 279.60L  |
| 6                         | 에스토니아 | 276.57L  |
| 7                         | 안도라     | 275.48L  |
| 8                         | 루마니아   | 273.30L  |
| 9                         | 벨라루스   | 270.13L  |
| 10                        | 크로아티아 | 268.11L  |
| 11                        | 대한민국   | 259.80L  |
| 12                        | 포르투갈   | 230.55L  |
| 13                        | 아일랜드   | 223.41L  |
| 14                        | 프랑스     | 210.66L  |
| 15                        | 영국       | 201.37L  |
| 2011년 CNBC가 발표한 순위 |            |          |

## 같이 보기
- 지역별 맥주 및 양조장 목록
- 일인당 맥주 소비량에 따른 국가 목록
- 일인당 차 소비량에 따른 국가 목록